# Lispoteleia inornata
Lispoteleia inornata är en stekelart som först beskrevs av Alan Parkhurst Dodd 1913.  Lispoteleia inornata ingår i släktet Lispoteleia och familjen Scelionidae. Inga underarter finns listade i Catalogue of Life.